# Copa das Ilhas Faroe de 2014
A Copa das Ilhas Faroe de 2014 é a 60ª edição do torneio eliminatório faroês organizado anualmente pela FSF. O campeão se classifica para a UEFA Europa League 2015–16. O Víkingur é o atual campeão.

## Datas
| Fase             | Data do sorteio                                      | Data dos jogos                                       |
| ---------------- | ---------------------------------------------------- | ---------------------------------------------------- |
| Fase preliminar  | 3 de março                                           | 15 de março                                          |
| Primeira fase    | 3 de março                                           | 5–6 de abril                                         |
| Quartas de final | 7 de abril                                           | 27 de abril, 14 de maio                              |
| Semifinais       | 28 de abril                                          | 21 de maio, 5 & 18 de junho                          |
| Final            | 30 de agosto de 2014 no estádio Tórsvøllur, Tórshavn | 30 de agosto de 2014 no estádio Tórsvøllur, Tórshavn |

## Fase Preliminar
Nesta fase entram quatro clubes da terceira divisão faroesa. O sorteio foi no dia 3 de março. As partidas foram disputadas no dia 15 de março.
| Time 1       | Resultado | Time 2 |
| ------------ | --------- | ------ |
| Undrið FF.   | 2–1       | MB.    |
| Giza/Hoyvík. | 2–0       | B71.   |

## Primeira Fase
Nesta fase entram um clube da quarta divisão, três da segunda, os 10 da primeira mais os 2 vencedores da Fase Preliminar. As partidas serão no dia 5 e 6 de abril.
| Time 1      | Resultado          | Time 2      |
| ----------- | ------------------ | ----------- |
| FC Suðuroy  | 0–4                | NSÍ         |
| Víkingur    | 2–0                | Skála       |
| AB          | 1–1 (pro.) 3–1 (p) | TB          |
| HB          | 3–21               | B36         |
| ÍF          | 14–1               | Undrið FF   |
| Giza/Hoyvík | 1–6                | EB/Streymur |
| KÍ          | 5–0                | 07 Vestur   |
| B68         | 8–0                | Royn        |

1 Partida disputada no dia 6 de abril.

## Quartas de Final
O sorteio foi no dia 7 de abril. As partidas serão no dia 27 de abril e 7 de maio.
| Time 1      | Resultado  | Time 2 |
| ----------- | ---------- | ------ |
| Víkingur    | 3–0        | KÍ     |
| AB          | 0–2        | HB     |
| EB/Streymur | 4–3 (pro.) | NSÍ    |
| B68         | 4–32       | ÍF     |

2 A partida foi adiada para o dia 7 de maio. E depois adiada mais uma vez para 14 de maio.

## Semifinais
O sorteio foi no dia 28 de abril. As partidas serão em dois jogos nos dias 21 de maio, 5 e 18 de junho.
| Time 1   | Agregado | Time 2      | 1º jogo | 2º jogo |
| -------- | -------- | ----------- | ------- | ------- |
| B68      | 0–2      | HB          | 0–1     | 0–1     |
| Víkingur | 4–3      | EB/Streymur | 4–1     | 0–2     |

## Final
| 30 de agosto de 2014 | HB | 0 – 1 | Víkingur    | Tórsvøllur, Tórshavn                |
| 19:45 (UTC+0)        |    |       | Hansson 88' | Público: 2,870 Árbitro: Lars Müller |

## Artilharia
| Rank | Jogador            | Time        | Gols |
| ---- | ------------------ | ----------- | ---- |
| 1    | Clayton Nascimento | ÍF          | 8    |
| 2    | Arnbjørn Hansen    | EB/Streymur | 6    |
| 3    | Óli Højgaard Olsen | B68         | 3    |
| 3    | Finnur Justinussen | Víkingur    | 3    |